# Patrick de Ruffray
Patrick de Ruffray, né le 15 août 1906 à Angoulême et mort le 19 novembre 1997 à Roches-Prémarie-Andillé, est un militaire, écrivain et essayiste français.

## Biographie
Militaire, Partick de Ruffray quitte l'armée avec le grade de colonel. En parallèle de sa carrière militaire, il publie une dizaine de livres, entre 1926 et 1991.
Il reçoit un prix de l'Académie française en 1989, pour Le Dernier Bonheur.
En 1997, année de son décès, il fait partie de la promotion du 14 mai et reçoit le grade d'officier de l'ordre national du Mérite.

## Œuvres
- L'affaire d'Hautefaye, légende, histoire (1926) - Édité par l'Imprimerie industrielle et commerciale
- Le silence de Douaumont (1954) - Préface du Général de Gaulle[3] - Éditions B. Grasset
- Le procès du centurion[4] (1959) - Éditions Bloud & Gay
- Les nouveaux infidèles[5] (1965) - Éditions Privat[6]
- Décoloniser les provinces : conversations régionalistes en Poitou-Charentes (1967) - Éditions SFIL[7],[8].
- Réforme des communes et promotion rurale (1968) - Éditions SFIL
- Dépassements : à la recherche d'un regard chrétien sur notre temps (1987) - Éditions CLD
- Le Dernier Bonheur (1989) - Éditions France Empire - Prix d'Académie[1]
- Captivité de Babylone : Récit pour Juventus (1991) - Éditions France Empire

Il a également publié des articles et brochures historiques :
- Le prieuré de Raboué, dans le Bulletin de la Société des antiquaires de l'Ouest (1980)
- Un officier de France. Aurélien de Sèze
- Notice sur la campagne d'Italie, 27 avril-11 juillet 1859, pour le compte du service historique de l'état-major de l'Armée (1959)[9]